# Thorigné-sur-Dué
Thorigné-sur-Dué település Franciaországban, Sarthe megyében. Lakosainak száma 1653 fő (2022. január 1.). Thorigné-sur-Dué Duneau, Connerré, Nuillé-le-Jalais, Le Breil-sur-Mérize, Saint-Michel-de-Chavaignes és Dollon községekkel határos.

## Népesség
A település népessége az elmúlt években az alábbi módon változott:
| Lakosok száma | 1611 | 1599 | 1640 | 1607 | 1611 | 1615 | 1613 | 1625 | 1653 |
|               | 2013 | 2015 | 2016 | 2017 | 2018 | 2019 | 2020 | 2021 | 2022 |